# Ambikapur
Ambikapur is een census town in het district Surguja van de Indiase staat Chhattisgarh. 
De plaats is de zetel van het rooms-katholieke bisdom Ambikapur. 

## Demografie
Volgens de Indiase volkstelling van 2001 wonen er 65.999 mensen in Ambikapur, waarvan 53% mannelijk en 47% vrouwelijk is. De plaats heeft een alfabetiseringsgraad van 76%. 